# Excitebike
Excitebike (Japans: エキサイトバイク) is een computerspel dat werd ontwikkeld en uitgegeven door Nintendo. Het spel werd uitgebracht op 30 november 1984 voor de Famicom. Later kwam het spel ook beschikbaar op andere platforms. Met het spel kan één speler tegen de klok rijden of meerdere spelers tegen elkaar. Het spel kent vijf tracks. Ook is het mogelijk om eigen tracks te maken.

## Platforms
| Jaar | Platform               |
| ---- | ---------------------- |
| 1984 | NES                    |
| 1985 | PC-88, Sharp X1        |
| 1987 | Arcade                 |
| 1997 | Satellaview            |
| 2002 | Game Boy Advance       |
| 2007 | Wii Virtual Console    |
| 2011 | Nintendo 3DS           |
| 2018 | Nintendo Switch Online |

## Ontvangst
| Beoordeeld door                        | Platform            | Datum            | Score |
| -------------------------------------- | ------------------- | ---------------- | ----- |
| The A.V. Club                          | Nintendo 3DS        | 26 juni 2011     | 83%   |
| OMGN: Online Multiplayer Games Network | Nintendo 3DS        | 5 juli 2011      | 82%   |
| Eurogamer.net (GB)                     | Wii Virtual Console | 9 juni 2007      | 80%   |
| Nintendo Life                          | Nintendo 3DS        | 7 juni 2011      | 70%   |
| Mag'64                                 | Wii Virtual Console | 3 september 2009 | 70%   |
| Game Freaks 365                        | Nintendo 3DS        | 15 juni 2011     | 70%   |
| Pocket Magazine / Pockett Videogames   | Nintendo 3DS        | 21 juli 2011     | 60%   |
| HonestGamers                           | NES                 | 20 april 2013    | 60%   |
| Cubed3                                 | Nintendo 3DS        | 22 juni 2011     | 50%   |
| Jeuxvideo.com                          | Game Boy Advance    | 15 juli 2004     | 40%   |